# Club Africain
Club Africain (Arabisch: النادي الإفريقي) is een Tunesische sportvereniging, bekendst voor zijn voetbalsectie, maar de club is ook actief in volleybal, handbal en basketbal. De club werd op 4 oktober 1920 opgericht. De ploeg speelt in rood-witte kleuren. De club is erg succesvol en won ook enkele internationale prijzen. De club speelde vanaf de onafhankelijkheid onafgebroken in de hoogste klasse en eindigde nog maar 4 keer buiten de top 5.

## Erelijst
Nationaal
- Championnat National Tunisien (13x)

1947, 1948, 1964, 1967, 1973, 1974, 1979, 1980, 1990, 1992, 1996, 2008, 2015
- Beker van Tunesië (13x)

1965, 1967, 1968, 1969, 1970, 1972, 1973, 1976, 1992, 1998, 2000, 2017, 2018
- Tunesische Supercup (3x)

1968, 1970, 1979
Continentaal
- African Cup of Champions Clubs (1x)

1991
- Afro-Asian Club Championship (1x)

1992
Regionaal
- Arab Cup Winners' Cup (1x)

1997
- Arab Club Champions Cup (1x)

1995
- North African Cup of Champions (2x)

2008, 2010
- Maghreb Champions Cup (1x)

1971

## Resultaten overzicht
| - 1955-56 - 3de - 1956-57 - 4de - 1957-58 - 6de - 1958-59 - 5de - 1959-60 - 3de - 1960-61 - 8ste - 1961-62 - 4de - 1962-63 - 5de - 1963-64 - 1ste - 1964-65 - 2de - 1965-66 - 6de - 1966-67 - 1ste |  | - 1967-68 - 2de - 1968-69 - 2de - 1969-70 - 2de - 1970-71 - 2de - 1971-72 - 2de - 1972-73 - 1ste - 1973-74 - 1ste - 1974-75 - 2de - 1975-76 - 3de - 1976-77 - 2de - 1977-78 - 2de - 1978-79 - 1ste |  | - 1979-80 - 1ste - 1980-81 - 2de - 1981-82 - 2de - 1982-83 - 2de - 1983-84 - 4de - 1984-85 - 2de - 1985-86 - 3de - 1986-87 - 2de - 1987-88 - 3de - 1988-89 - 2de - 1989-90 - 1ste - 1990-91 - 2de |  | - 1991-92 - 1ste - 1992-93 - 5de - 1993-94 - 3de - 1994-95 - 4de - 1995-96 - 1ste - 1996-97 - 5de - 1997-98 - 2de - 1998-99 - 6de - 1999-00 - 5de - 2000-01 - 3de - 2001-02 - 3de - 2002-03 - 3de |  | - 2003-04 - 3de - 2004-05 - 3de - 2005-06 - 3de - 2006-07 - 2de - 2007-08 - 1ste |

## Bekende (oud-)spelers
| - Sabri Bouhali - Ali Boumnijel - Wissem Ben Yahia - Pierre Njanka |  | - Moussa Pokong - Karim Saïdi - Tadjou Salou - Pape Touré |